# Marcin Celiński
Marcin Celiński (ur. 1970) – polski publicysta i wydawca. Założyciel i pierwszy przewodniczący Forum Liberalnego. Zastępca redaktora naczelnego miesięcznika Liberte! (do 2019). Od 2020 redaktor naczelny Resetu Obywatelskiego

## Życiorys
W latach 1994-98 radny miasta Lublina. Zaangażowany w ruch na rzecz świeckości państwa, w 2016 roku był sprawozdawcą obywatelskiego projektu ustawy Świecka szkoła.
Współpracował z TVP Info, był jednym z prowadzących program „4 strony”, zwolniony w czerwcu 2016 za „złe emocje towarzyszące prowadzonym przez niego odcinkom”, faktycznym powodem był spór pomiędzy prowadzącym a szefami TVP w sprawie programu na temat związków Antoniego Macierewicza ze współpracownikiem Służby Bezpieczeństwa Robertem Luśnią (do emisji programu nie doszło).
W 2017 założył specjalizujące się w literaturze faktu Wydawnictwo Arbitror, którego jest prezesem.
Od 1 października 2019 do 18 października 2020 był dziennikarzem internetowej rozgłośni Halo.Radio, gdzie prowadził swoją cotygodniową audycję. Od 2020 jest dziennikarzem RadioSpacji.
Jest współzałożycielem (wraz z grupą dziennikarzy, którzy odeszli z Halo.Radio) kanału Reset Obywatelski, który rozpoczął działalność 1 listopada 2020.
Współautor (z Tomaszem Piątkiem) książki „Duda i jego tajemnice” (Arbitror 2020).